# محمد اوزل
محمد اوزل (ترکی استانبولی: Mehmet Özal؛ زادهٔ ۳۱ اکتبر ۱۹۷۸) کشتی‌گیر سابق اهل ترکیه است.
وی در مسابقات کشوری و بین‌المللی در مجموع برندهٔ ۲ مدال طلا، ۴ مدال برنز شده‌است.